# Leuris Pupo
Leuris Pupo (Holguín, Cuba, 9 de abril de 1977) es un deportista olímpico cubano que compite en tiro deportivo, en la categoría de pistola de velocidad, fue campeón olímpico en los Juegos Olímpicos de Londres 2012 y medalla de plata en los Juegos Olímpicos de Tokio 2020 en la categoría de velocidad de 25 metros.

## Palmarés internacional
| Juegos Olímpicos | Juegos Olímpicos      | Juegos Olímpicos | Juegos Olímpicos         |
| Año              | Lugar                 | Medalla          | Categoría                |
| ---------------- | --------------------- | ---------------- | ------------------------ |
| 2021             | Tokio ( Japón)        | Medalla de plata | Pistola de velocidad 25m |
| 2012             | Londres ( Inglaterra) | Medalla de oro   | Pistola de velocidad 25m |